# Székely Vladimír (villamosmérnök)
Székely Vladimír (Budapest, 1941. január 11. – Budapest, 2020. november 13.) magyar villamosmérnök, egyetemi tanár, a Magyar Tudományos Akadémia rendes tagja. Fő kutatási területe a mikroelektronika, a félvezető eszközök fizikája, az integrált áramkörök, valamint ezek modellezése és szimulációja.

## Életpályája
1959-ben érettségizett, majd felvették a Budapesti Műszaki Egyetem Villamosmérnöki Karára, ahol 1964-ben szerzett mérnökdiplomát. 1970-ben védte meg egyetemi doktori disszertációját. Diplomájának megszerzése után az egyetem elektronikus eszközök tanszékén kapott tanársegédi állást. Később adjunktusként és docensként dolgozott, majd 1989-ben vette át egyetemi tanári kinevezését. 1990-ben a tanszék vezetésével is megbízták, tisztségét tizenöt éven keresztül töltötte be. 1999 és 2002 között Széchenyi professzori ösztöndíjjal kutatott.
1978-ban védte meg a műszaki tudományok kandidátusi, 1989-ben akadémiai doktori értekezését. Az MTA Elektronikus Eszközök és Technológiák Bizottságának lett tagja. 2004-ben a Magyar Tudományos Akadémia levelező, 2010-ben pedig rendes tagjává választották. Akadémiai tisztségein kívül a Híradástechnikai és Informatikai Tudományos Egyesület is felvette tagjai sorába. Emellett 1999-től a THERMINIC konferencia programbizottságának elnöke. 2002 és 2009 között a Sensors & Actuators és a Microelectronics Journal című tudományos szakfolyóiratok különböző különszámainak vendégszekesztője volt. 2005-ben a Microelectronics Reliability szerkesztőbizottságának lett tagja.

## Munkássága
Fő kutatási területei a mikroelektronika, ezen belül a félvezető eszközök fizikája, az integrált áramkörök, illetve ezek modellezése és szimulációja. Kezdetben az úgynevezett Gunn-dióda elméletével foglalkozott, ezzel kapcsolatban kidolgozta az „intervalley scattering model”-t. Elsőként dolgozta ki a félvezető szenzorokban a később sokat használt integrált termoelem hőmérséklethez kapcsolódó gradiens érzékelőt. Erre az eredményére alapozva kidolgozott egy termikus elven működő szorzóáramkört is.
Lényeges eredményeket ért el a hálózatelmélet egyes jelentős kérdéseinek terén. Általánosította az RC-hálózatokra vonatkozó pólus-zérus fogalmát. Ennek eredményeképpen az általa létrehozott modell az izolált szingularitásokkal nem rendelkező hálózatfüggvények jelzésére is alkalmas. Az integrált áramkörök számítógépes tervezésének kérdéseivel fiatal kora óta foglalkozik. 1972–73-ban megalkotott egy olyan algoritmust, amely az integrált áramkörökben fellépő, úgynevezett csatolt elektro-termikus jelenségeket a megfelelő módon szimulálják. Ezt az algoritmust később számos szimulációs programban is használták. Az 1990-es években a termikus tulajdonságok elemzésével és mérésével foglalkozott. Vezetésével több félvezető rendszer tervezési elvét dolgozta ki. Később új elven alapuló algoritmusokat dolgozott ki a termikus szimuláció céljára. Úttörő munkát végzett az integrált áramköri tokok termikus tranziens méréseinek kiértékelése és az ennek alapján végzett struktúra-identifikáció terén. Foglalkozik még a számítógépes grafika és a képfeldolgozás problémáival, valamint ujjlenyomat-felismerő algoritmusok kidolgozásával is.
Több mint háromszáz tudományos publikáció szerzője vagy társszerzője. Publikációit magyar, illetve angol nyelven adja közre.

## Díjai, elismerései
- Pollák–Virág-díj (háromszor)
- Harvey Rosten-díj (2001)
- Akadémiai Díj (2002)
- Szent-Györgyi Albert-díj (2006)
- Gábor Dénes-díj (2009)

## Főbb publikációi
- Intervalley Scattering Model of the Gunn Domain (Tarnay Kálmánnal, 1968)
- Accurate Algorithm for Temperature Calculation of Devices in Nonlinear-Circuit-Analysis Programs (Tarnay Kálmánnal, 1972)
- Accurate Calculation of Device Heat Dynamics: a Special Feature of the TRANZ-TRAN Circuit-Analysis Program (1973)
- Karakterisztikák – diagramok – nomogramok (társszerző, 1975)
- Tarnay Kálmán–Székely Vladimir: A TRANZ-TRAN 2 áramköranalízis program; Tankönyvkiadó, Bp., 1975 (Budapesti Műszaki Egyetem Továbbképző Intézetének kiadványa)
- Székely Vladimir–Tarnay Kálmán: A programozás alapjai; Műszaki, Bp., 1975 (Programozás és elektronika)
- High Resolution Thermal Mapping of Microcircuits Using Nematic Liquid Crystals (társszerző, 1981)
- Fine Structure of Heat Flow Path in Semiconductor Devices: a Measurement and Identification Method (társszerző, 1988)
- Elektronikus Eszközök I. (társszerző, 1988)
- Székely Vladimir–Zólomy Imre: Félvezető memóriák; BME, Bp., 1991
- Székely Vladimir: MOS logikai alapáramkörök; BME, Bp., 1991
- Székely Vladimír–Poppe András: A számítógépes grafika alapjai IBM PC-n; Computerbooks, Bp., 1992
- Képkorrekció, hanganalízis, térszámítás PC-n. Gyors Fourier transzformációs módszerek; Computerbooks, Bp., 1994
- Thermal Monitoring of Microelectronic Structures (1994)
- Design for Thermal Testability (DfTT) and a CMOS Realization (társszerző, 1996)
- A New Evaluation Method of Thermal Transient Measurement Results (1997)
- Identification of RC Networks by Deconvolution: Chances and Limits (1998)
- Dynamic Thermal Multiport Modeling of IC Packages (Rencz Mártával, 2001)
- Képfeldolgozás (2003)
- Studies on The Nonlinearity Effects in Dynamic Compact Model Generation of Packages (Rencz Mártával, 2004)